# Поющие сердца
Поющие сердца е съветски ансамбъл под ръководството на Виктор Векщейн

## Състав
- Игор Иванов – китара, вокал („Лейся, песня“, „Надежда“)
- Антонина Жмакова – вокал (екс- „Спрут“)
- Николай Агутин – вокал („Голубые гитары“, „Весёлые ребята“)
- Анатолий Могилевский – вокал (екс-„Самоцветы“, „Пламя“)
- Виталий Дубинин – вокал (екс-„Волшебные сумерки“, екс-„Альфа“, „Ария“)
- Валерий Кипелов – вокал (екс-„Ария“, „Кипелов“)
- Николай Расторгуев – вокал („Любе“)
- Николай Носков – вокал (екс-„Горки Парк“)
- Кирил Покровски – синтезатор (екс-„Ария“, „Мастер“)
- Алик Грановский – бас-китара (екс-„Ария“, „Мастер“)
- Владимир Холстинин – китара („Ария“)
- Андрей Болшаков – китара (екс-„Ария“, „Мастер“)

## Дискография
- ВИА „ПОЮЩИЕ СЕРДЦА“ – 1975
- "Антонина Жмакова и ансамбль „Поющие сердца“ – 1980